# Ellested Kirke
Ellested Kirke er en kirke i landsbyen Ellested i Ellested Sogn i Nyborg Kommune.
I modsætning til de fleste andre danske kirker, er tårnet placeret i den østlige ende, over koret.
Kirkens præst hedder Mette Sauerberg (2021).

## Eksterne kilder og henvisninger
- Wikimedia Commons har flere filer relateret til Ellested Kirke
- Ellested Kirke Arkiveret 31. januar 2011 hos  Wayback Machine hos nordenskirker.dk
- Ellested Kirke Arkiveret 19. september 2015 hos  Wayback Machine hos KortTilKirken.dk